# Genitor
Genitor oder weiblich Genetrix (lateinisch für „Vater“ und „Mutter“; allgemeiner: „Erzeuger, Schöpfer, Urheber“) bezeichnet ein Lebewesen, das im Rahmen der Fortpflanzung seine Erbanlagen (Gene) an Nachkommen weitergegeben hat. Die beiden biologischen Fachbezeichnungen dienen der Unterscheidung vor allem im Zusammenhang mit künstlicher Befruchtung bei Menschen: Durch In-vitro-Fertilisation kann eine Frau ein Kind zur Welt bringen, das aus der Eizelle einer anderen Frau gewachsen ist (vergleiche Leihmutter), Letztere wird als Genetrix des Kindes bezeichnet (biologische Mutter, ursprüngliche Trägerin der Eizelle). Im Unterschied dazu legt das deutsche Bürgerliche Gesetzbuch ab 1998 den rechtlichen Status einer Mutter fest: „Mutter eines Kindes ist die Frau, die es geboren hat“ (BGB § 1591).
Mythologisch: Der Beiname Genetrix („Erzeugerin“) findet sich bei Göttinnen wie Venus Genetrix (von ihr auch das Weiblichkeitssymbol ♀) oder Aphrodite Genetrix; alte lateinische Texte nennen die christliche Gottesmutter  Maria Dei Genitrix: „Gottesgebärerin“.